# Alphonsus van Bergen

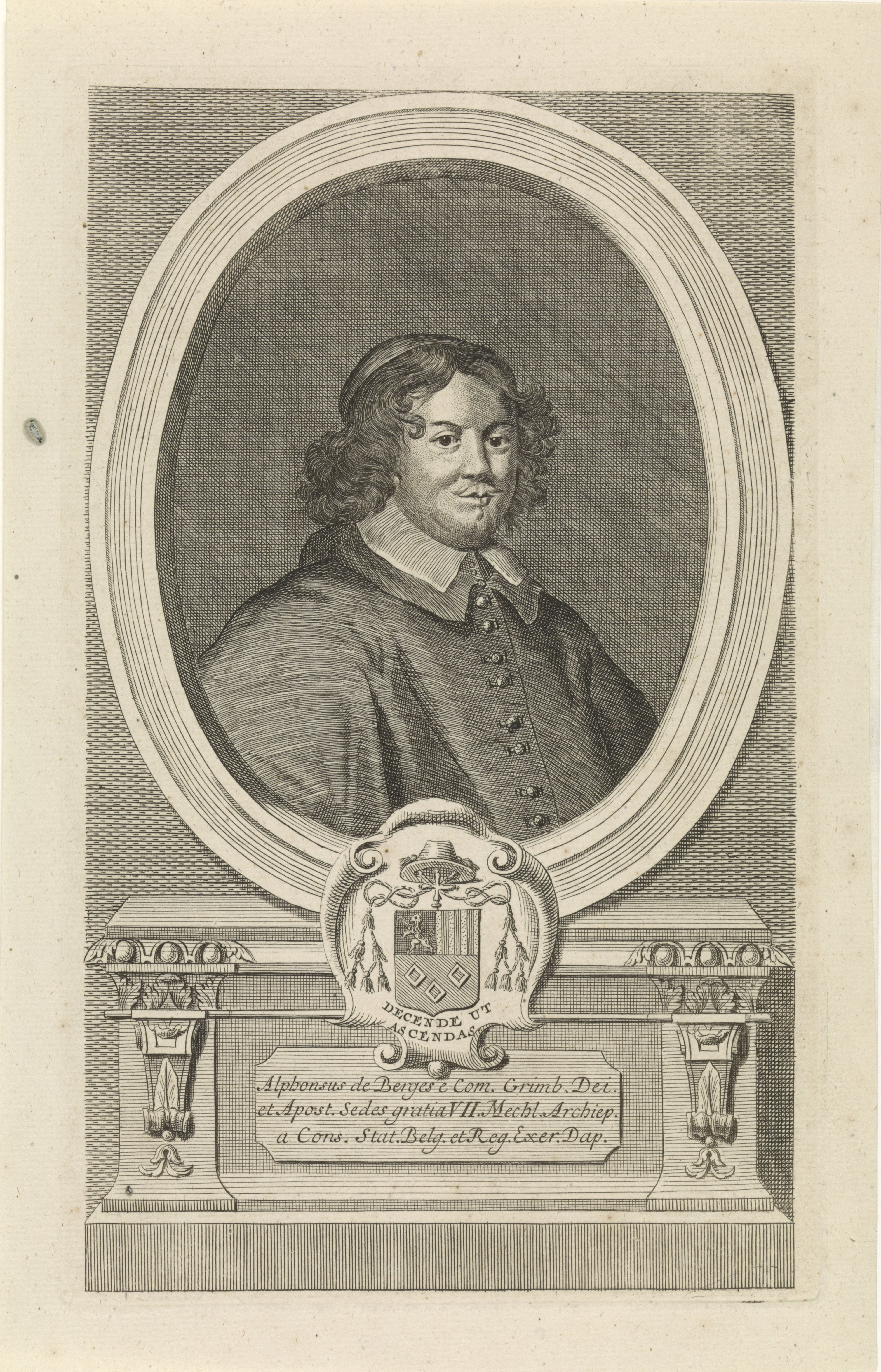

Familiewapen van de Berghes

Alphonsus van Bergen (Latijn: de Berghes) (Brussel, 9 september 1624 – 7 juni 1689) was rooms-katholiek theoloog en aartsbisschop van Mechelen.

## Familie-achtergrond
Alphonse van Bergen stamde af van het adellijk geslacht van Glymes uit de lijn van de graven van Grimbergen en de prinsen van Bergen. Een tak ervan was heer van Bergen op Zoom; de reden waarom zij zich ook "de Berghes" noemden. Hij was het zevende van eenentwintig kinderen. Zijn grootoom was de bisschop van Kamerijk, Willem van Bergen, zijn vader was de Spaans-Nederlandse graaf van Grimbergen, graaf Godfried van Bergen, die als hofmeester en diplomaat in dienst was van het koninkrijk Spanje. Zijn broer Eugenius van Bergen († 1670) volgde in 1635 zijn vader op als graaf van Grimbergen, zijn broer Ignatius († 1690) werd een Spaanse generaal.

## Leven
Bergen werd bij de jezuïeten in Brussel en in Halle in de geesteswetenschappen onderricht. Aansluitend ging hij naar de Oude Universiteit Leuven, waar hij de zeven vrije kunsten en Rechtswetenschap studeerde. In 1646 werd hij tot proost van het kapittel van Kleef benoemd en in 1649 tot kanunnik in Doornik, nadat hij eerst tot deken was gewijd. Op 22 mei 1650 ontving hij de priesterwijding; in 1656 werd hij aan het hof van de stadhouder van de Habsburgse Nederlanden, Juan II van Oostenrijk, eerst hofkapelaan, dan in 1663 aartskapelaan en aalmoezenier. In 1657 was hij al proost van het kapittel in Nijvel geworden.
De koningin van Spanje, Elisabeth van Valois, benoemde hem op 2 juli 1667 tot bisschop van Doornik. De stad werd echter veroverd door de Fransen en werd hij niet tot bisschop gewijd. In zijn plaats werd Gilbert de Choiseul voorgedragen als nieuwe bisschop door de Franse koning Lodewijk XIV. Op 3 augustus 1669 werd hij tot aartsbisschop van Mechelen voorgedragen. Zijn wijding vond plaats op 25 januari 1671.
Als aartsbisschop trachtte hij de kerk in het midden te houden bij het conflict tussen anti-jansenisten en jansenisten. Van Bergen verdedigde de lijn van het Concilie van Trente en verdedigde priesters in zijn bisdom die van jansenistische ideeën werden beschuldigd, zoals de Leuvense moraaltheoloog Gommaar Huygens. Dit leidde ertoe dat hij zelf werd terecht gewezen door de Heilige Stoel en in 1679-1680 zelfs werd aangeklaagd om hem te laten afzetten. Zo ver kwam het niet en Van Bergen bleef in functie tot zijn dood in 1689. Hij is in de kathedraal van Mechelen bijgezet. Zijn grafmonument bevindt zich tegen het altaar van het hoogkoor in de Sint-Romboutskathedraal.  Hij staat er liggend afgebeeld in koormantel.  De Brusselse beeldhouwer Marc de Vos (1650-1717) kreeg heel wat kritiek omdat men de houding van de kerkvorst te nonchalant en oneerbiedig vond.

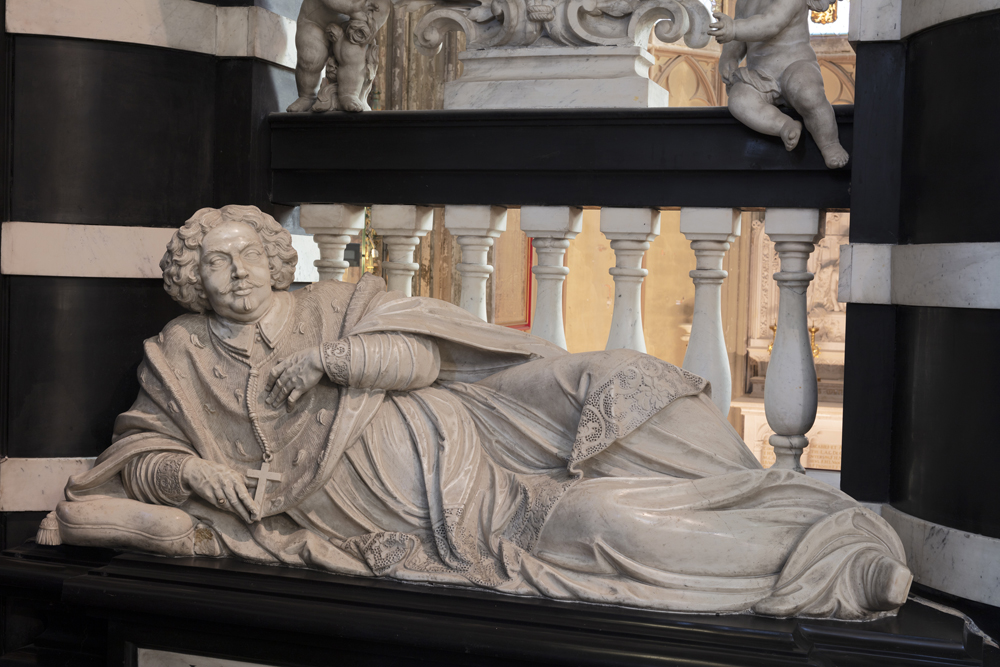
Grafmonument in de Sint-Romboutskathedraal (Mechelen)